# Chiesa di San Lorenzo (Norimberga)
La chiesa di San Lorenzo (in tedesco St. Lorenz o Lorenzkirche, Nürnberg) è il principale luogo di culto evangelico luterano della città bavarese di Norimberga, in Germania, sede del preside della Chiesa evangelica luterana di Baviera.
È un grande edificio gotico, uno dei migliori esempi di questo stile in città, eretto fra il 1250 e il 1477. Nel Medioevo la città libera di Norimberga era divisa in due parti dal fiume Pegnitz. La chiesa di San Lorenzo venne costruita nel borgo medievale a sud del fiume, divenendone poi la parrocchiale, in contrapposizione all'altra grande parrocchia di San Sebaldo, nel quartiere settentrionale. Gravemente danneggiata nella seconda guerra mondiale, la chiesa venne scrupolosamente restaurata secondo i piani originali.

## Storia

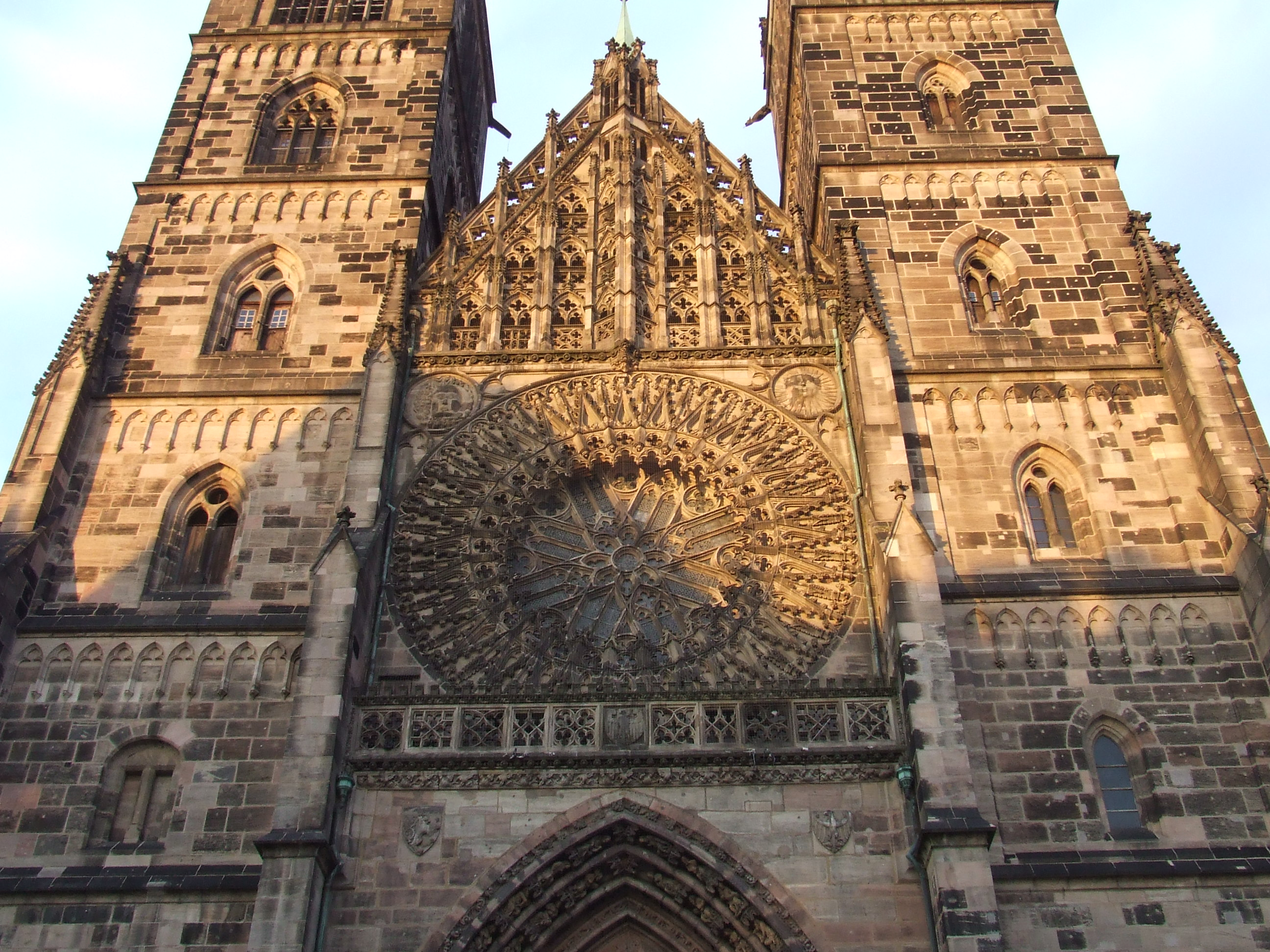
La facciata.

La prima menzione di un edificio di culto dedicato a san Lorenzo tratta di una cappella eretta fra il 1235 e il 1258. Tuttavia uno scavo archeologico effettuato nel 1929 ha messo in luce resti di una precedente basilica romanica, i cui materiali vennero reimpiegati per la costruzione della cappella.
La costruzione di una nuova chiesa, l'attuale, venne intrapresa verso il 1280 partendo dalla facciata e continuata fino al 1390 con il completamento del piedicroce a tre navate e delle torri. Divenne la parrocchiale del borgo meridionale di Norimberga, affiliata alla parrocchiale superiore di Bamberga. 
La crescente venerazione di Deocarus, il confessore di Carlo Magno e leggendario fondatore della città e dell'abbazia di Ansbach, del quale la chiesa conservava le spoglie dal 1316, promosse la ripresa del cantiere che venne finanziato dai ricchi cittadini e dal Comune. Fra il 1439 e il 1477, infatti, Konrad Heinzelmann, della scuola di Peter Parler, vi aggiunse il grandioso coro tardo gotico, anch'esso a tre a navate, ma del tipo a sala. La storia architettonica della chiesa si ispirò sempre al più grande esempio cittadino, sull'altra sponda del Pegnitz, della chiesa di San Sebaldo.
San Lorenzo è stata una delle prime chiese in Germania ad aderire alla Riforma luterana, già dal 1525.
La chiesa venne gravemente danneggiata dai bombardamenti durante la seconda guerra mondiale, che colpì soprattutto i tetti e le volte. I lavori di ricostruzione-restauro, vennero intrapresi dal 1949.

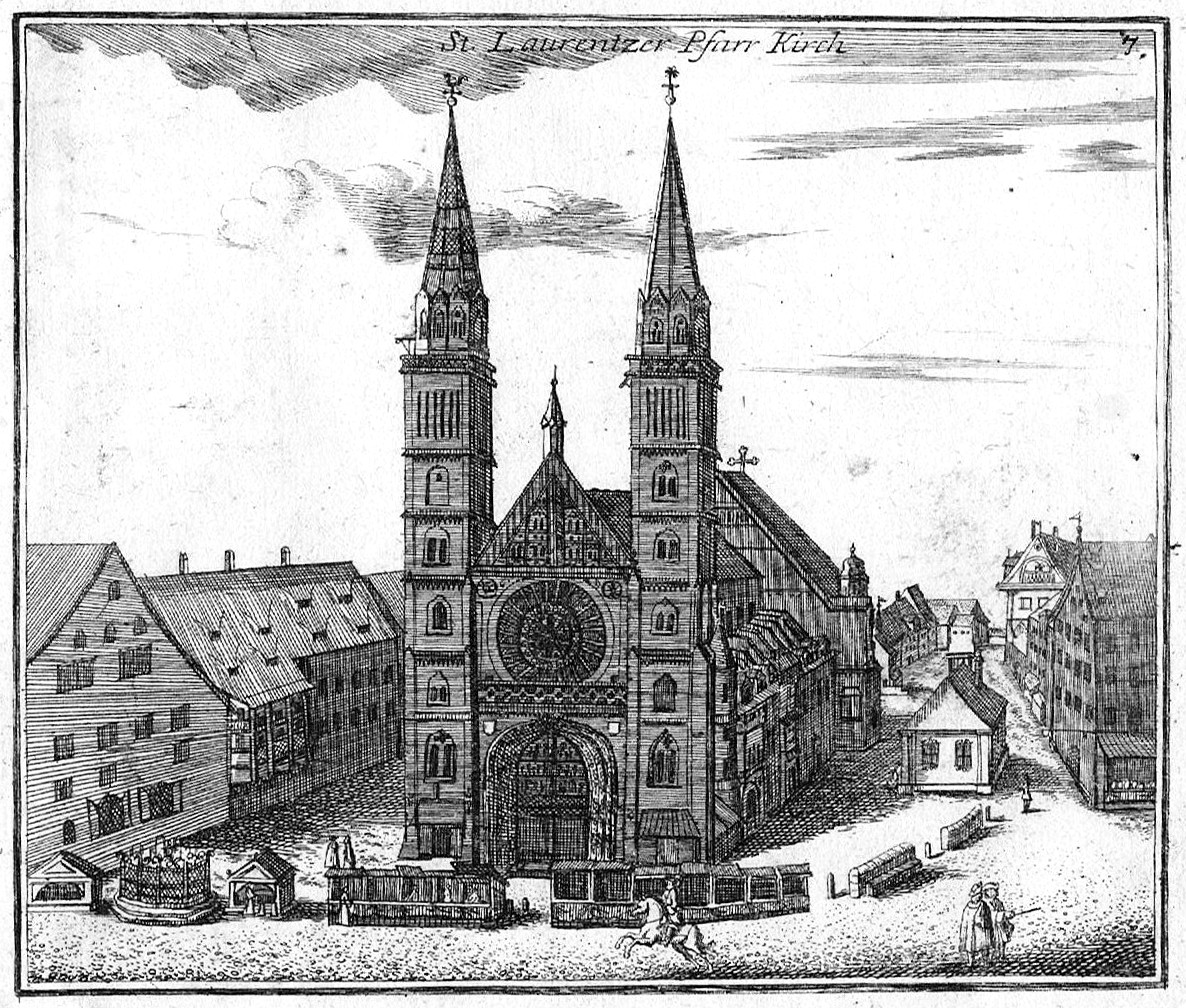
La cattedrale nel 1720
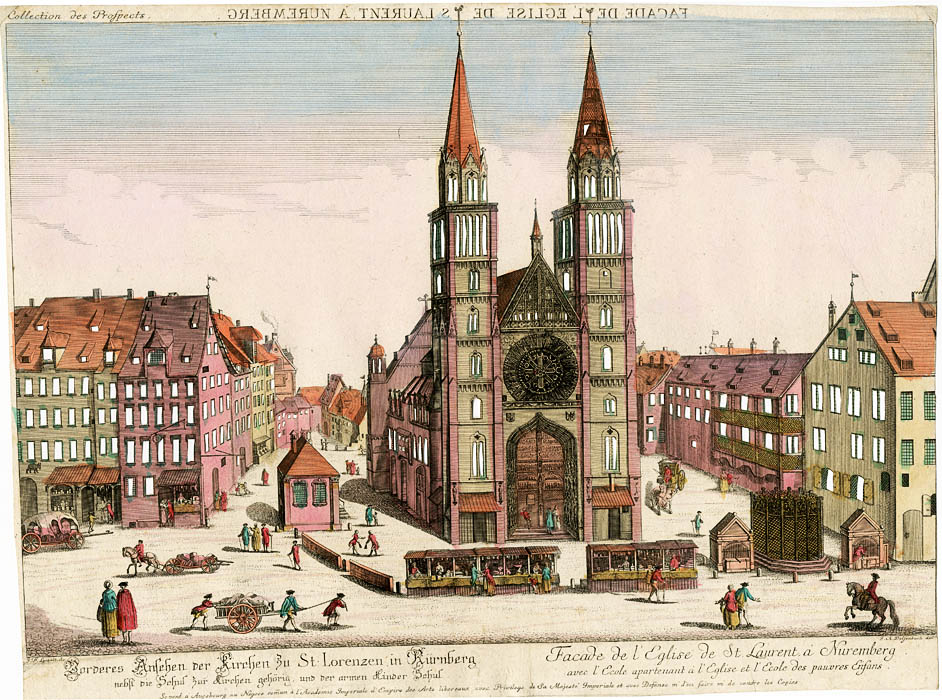
La cattedrale nel 1730
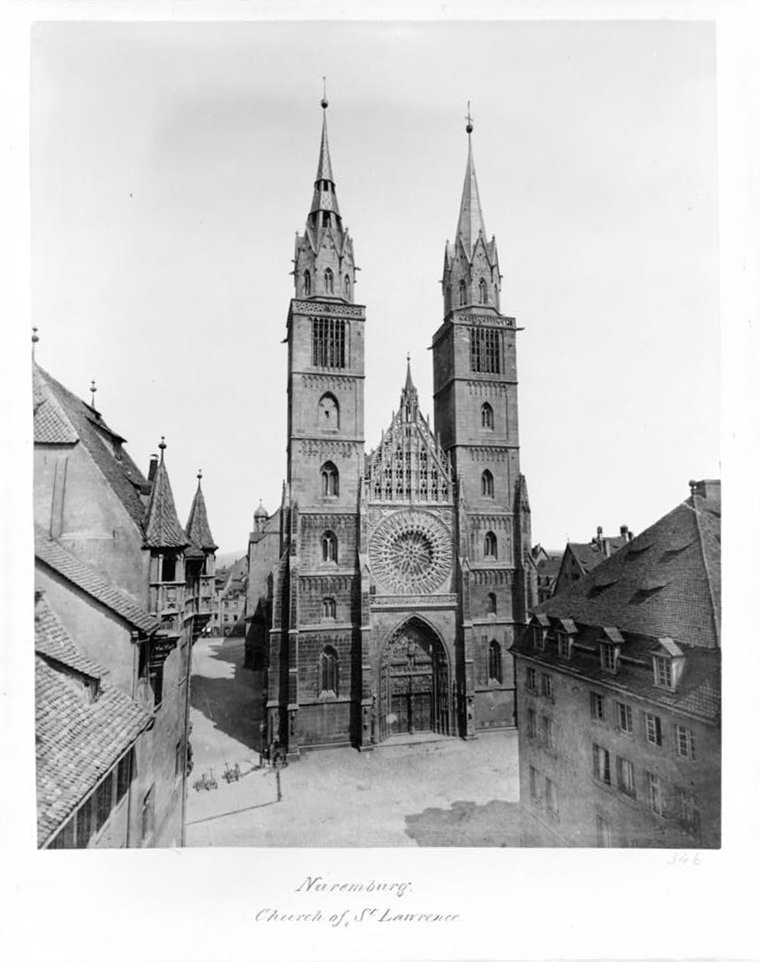
La cattedrale nella seconda metà del XIX secolo
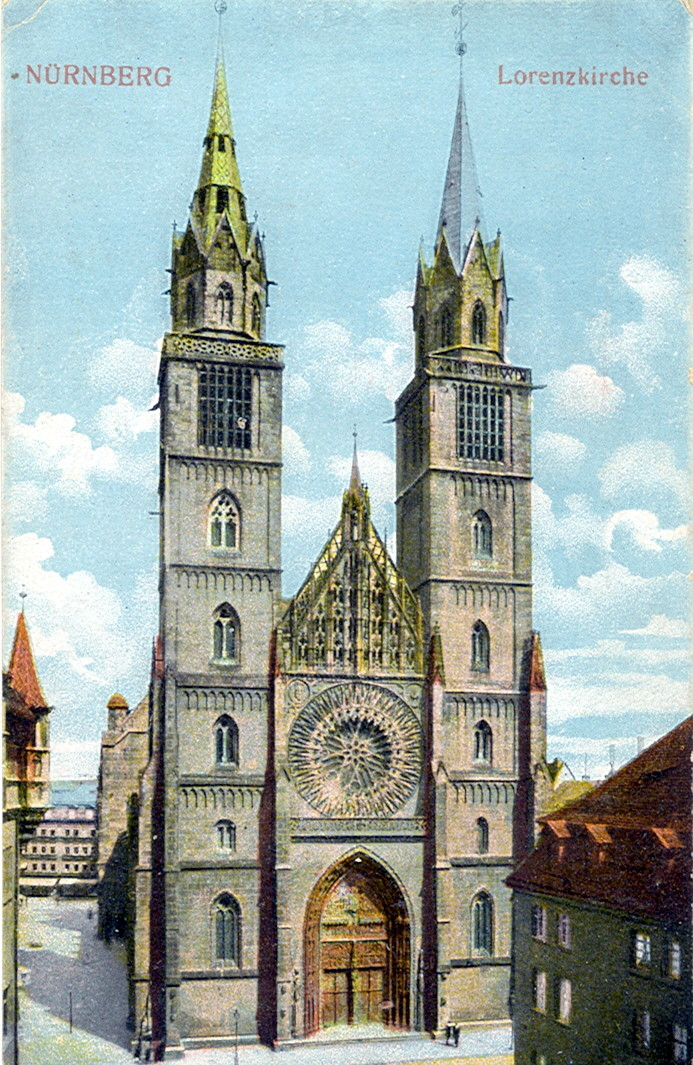
La cattedrale nel 1914

## Architettura

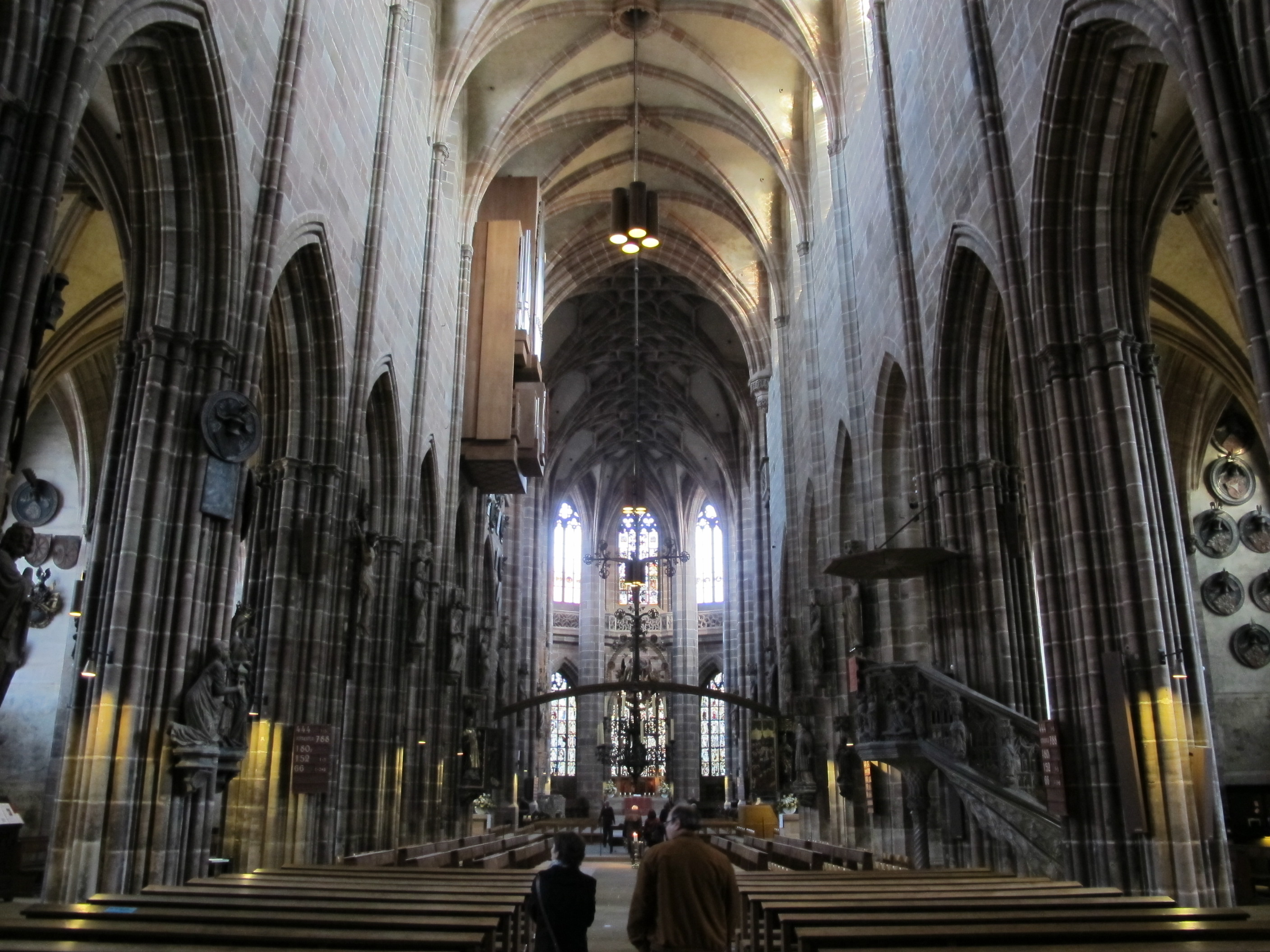
Interno

La facciata occidentale, alta e frastagliata, riflette la potenza e la ricchezza cittadina dell'epoca. Il modello è ancora una volta la chiesa di San Sebaldo e quindi, indirettamente, il duomo di Bamberga. È dominata da due torri gemelle di 81 metri d'altezza e divisa in tre livelli. In basso si apre il portale gemino riccamente scolpito fra il 1350 e il 1360 con le Storie della vita di Gesù; al di sopra si apre il grande rosone dal diametro di 9 metri, e in alto corona il tutto un timpano triangolare riccamente traforato. Il coro, in stile tardogotico, presenta esternamente un doppio ordine di polifore e decorato con contrafforti e semigugle.
L'interno è diviso in tre navate da archi ogivali su pilastri compositi recanti statue del XIII-XIV secolo. Senza triforio e con cleristorio aperto da modeste polifore, è coperto da volte a crociera costolonate. 
Alla fine delle navate s'innesta direttamente il coro, gioiello dell'Architettura gotica tedesca e capolavoro di Konrad Heinzelmann che lo concepì nella tipologia di Hallenkirche in auge al tempo. Otto pilastri dividono lo spazio in tre navate e creano allo stesso tempo il deambulatorio. Attorno si aprono due ordini di sette polifore dalle preziose vetrate quattrocentesche. Chiudono l'ambiente splendide volte reticolate da cui pende il famoso Englische Gruss, il Saluto Angelico del 1517-19 di Veit Stoss. A sinistra dell'altare, addossato a un pilastro, è un magnifico ciborio gotico, alto 20 metri, capolavoro di Adam Kraft che lo eseguì nel 1493-96. Tra le navate e il coro è la sacrestia, a due piani, eretta nel 1467-68 da H. Paur, affiancata da una sublime scala a trafori di Hans Beheim il Vecchio.

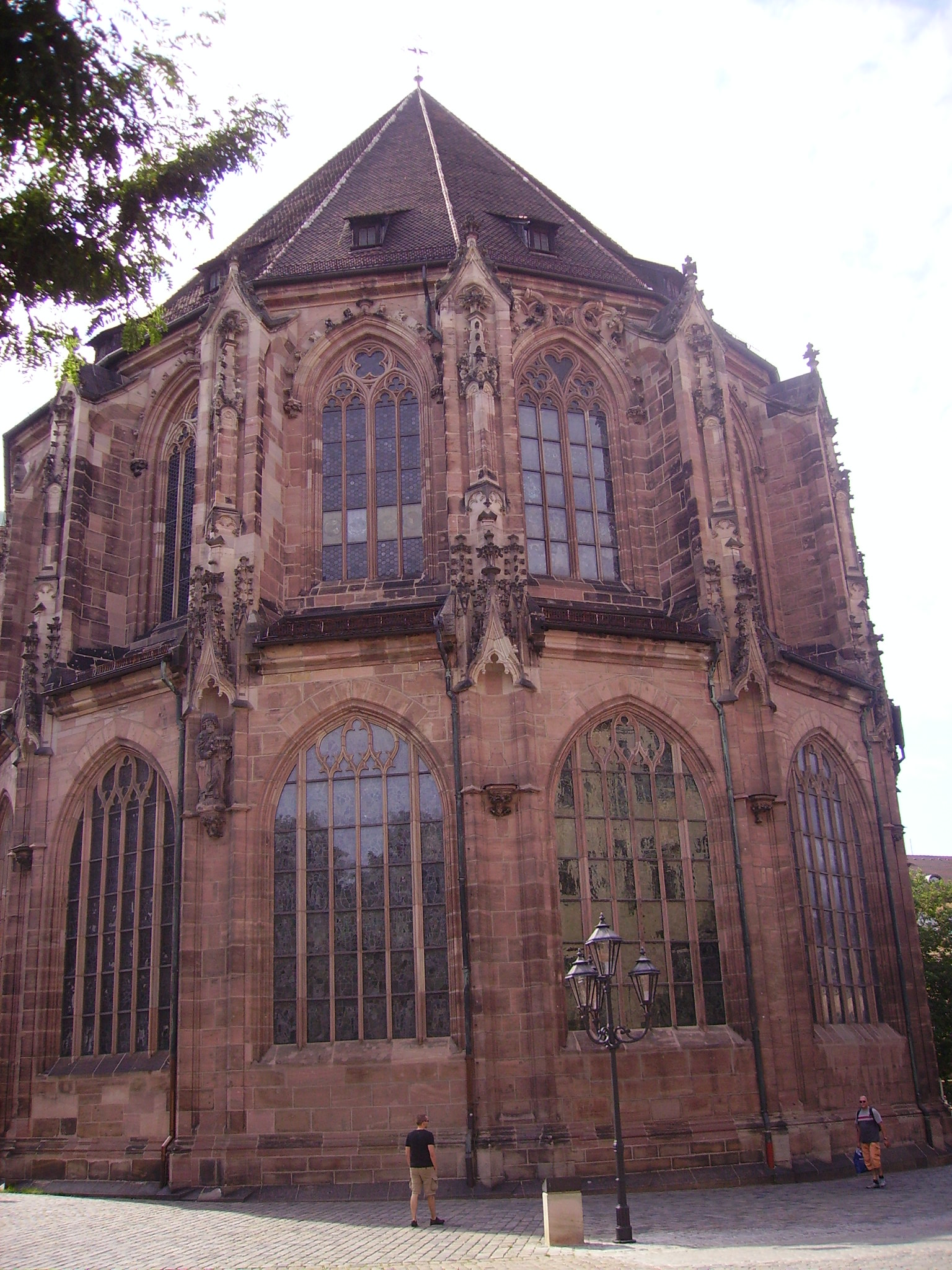
Il coro tardogotico
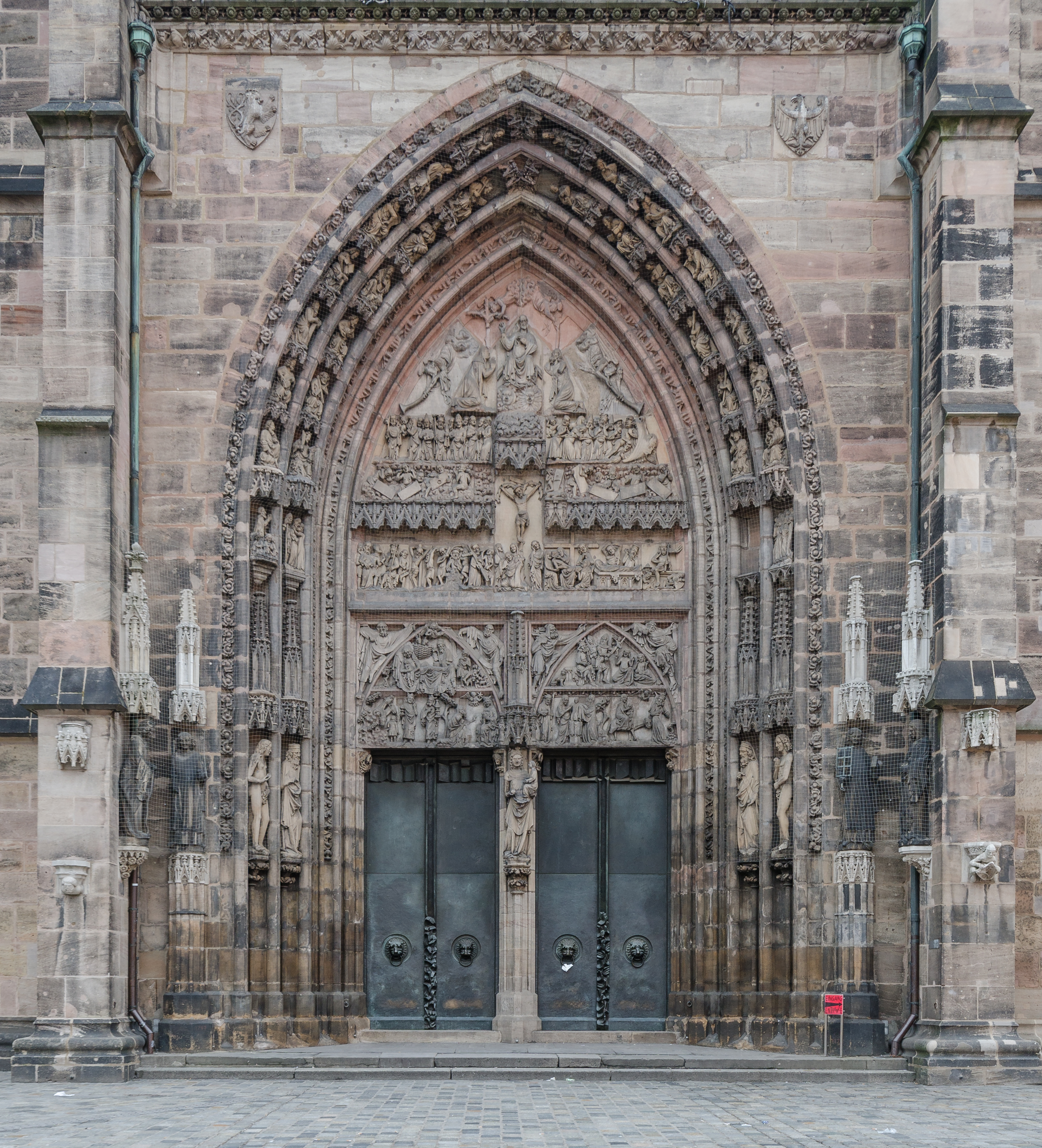
Il portale
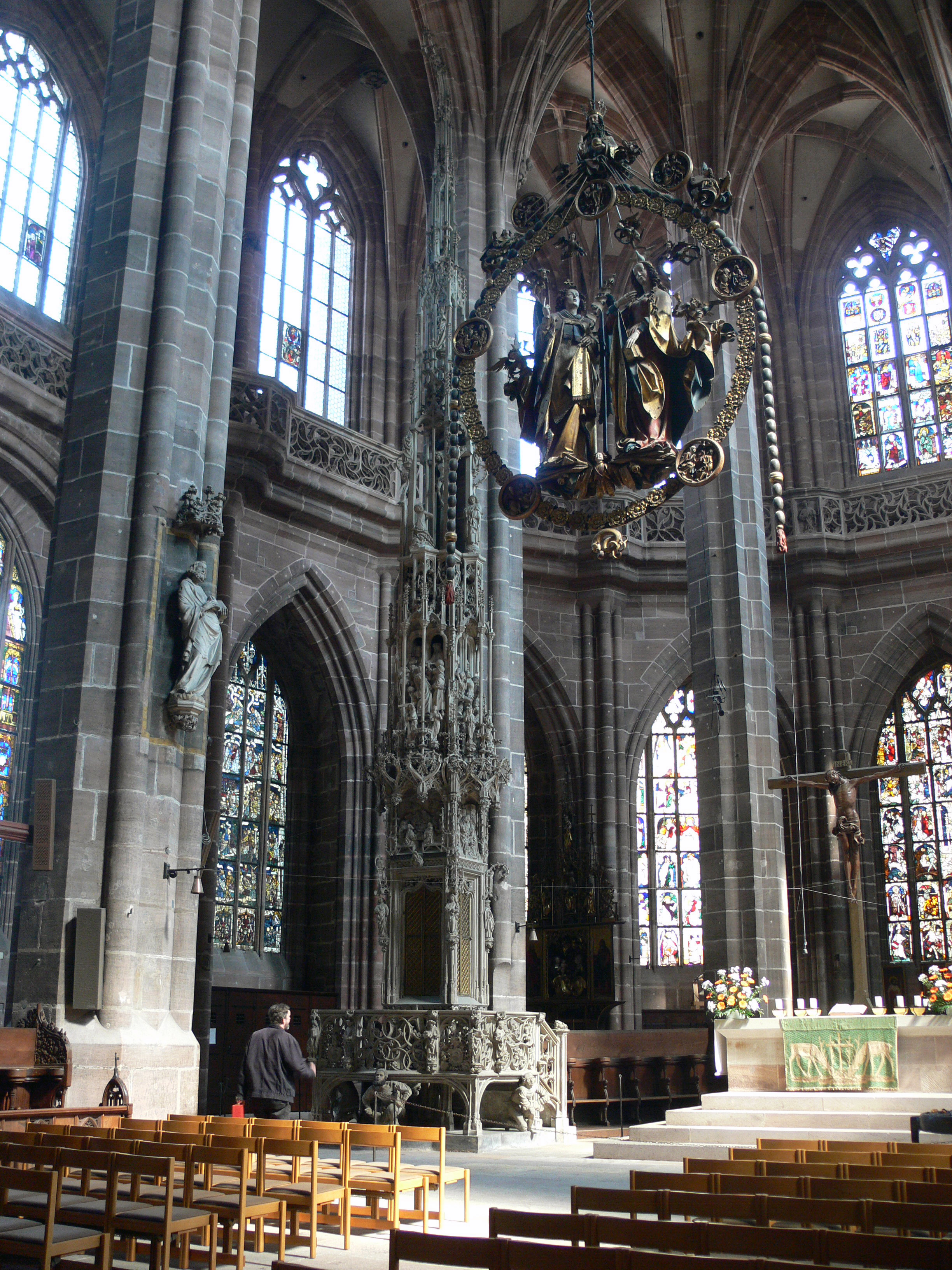
Il presbiterio

## Opere d'arte e arredi

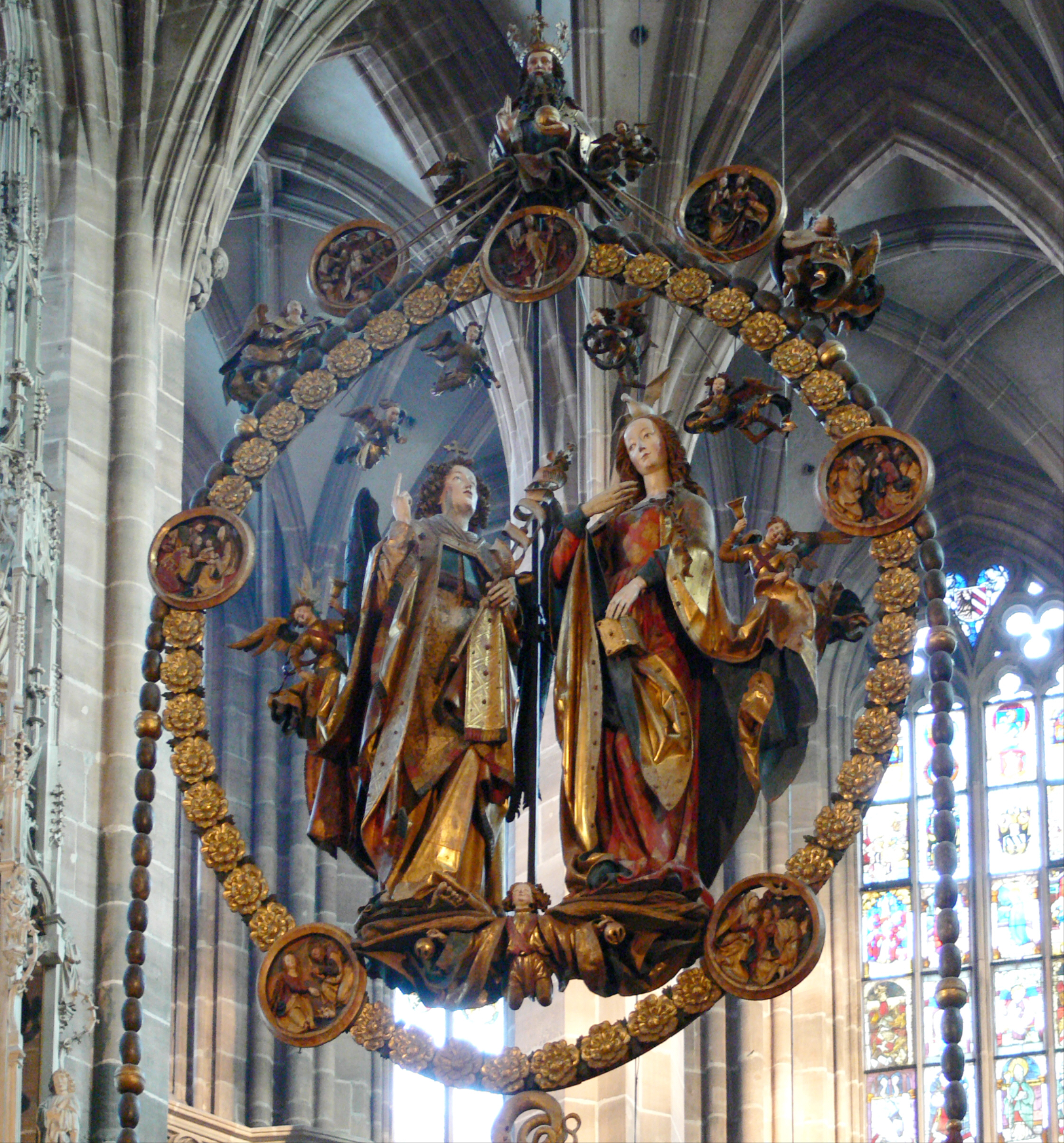
Il saluto angelico

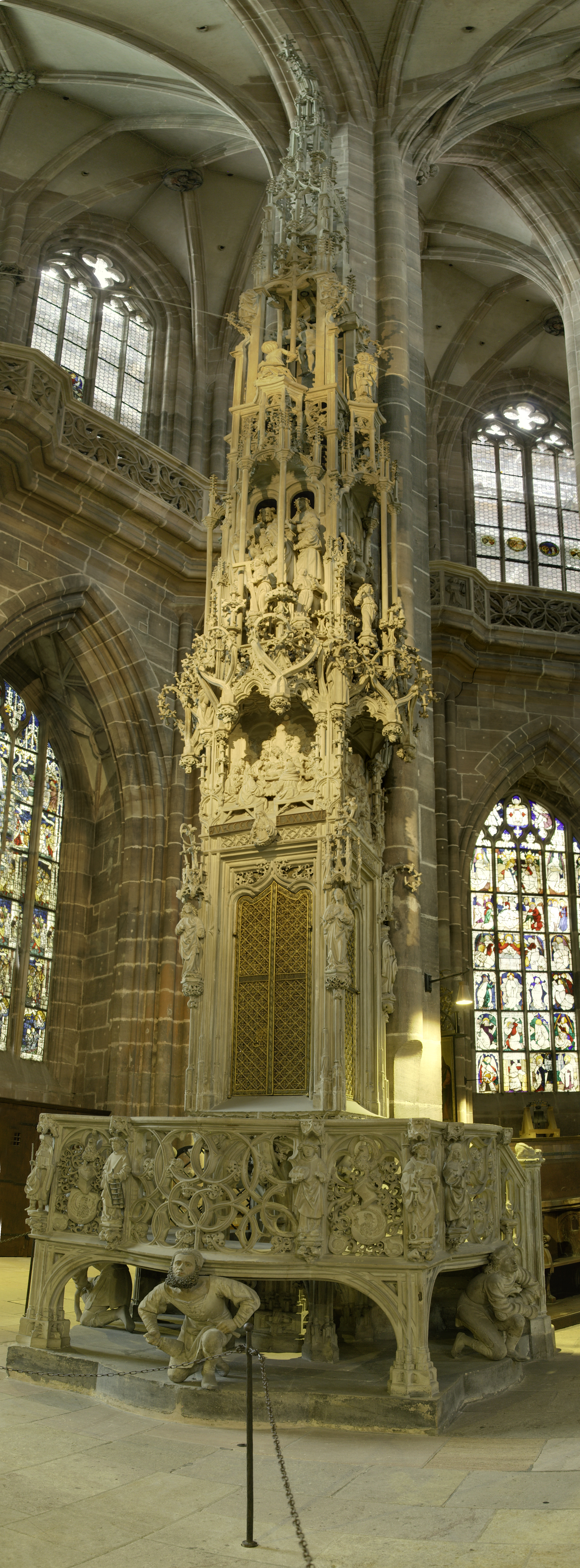
Il ciborio del Santissimo Sacramento

La chiesa conserva splendide opere d'arte, fra i maggiori capolavori della scultura gotica. Non tutti gli arredi presenti sono originarie di San Lorenzo, infatti, molti sono provenienti da altri monasteri e chiese secolarizzati o distrutti di Norimberga e dintorni.
- Gran Crocifisso, posto sull'arcone del coro, è un'altra opera di Veit Stoss, che la eseguì intorno all'anno 1500.
- Statua di san Paolo, al pilastro destro del coro, eseguita da Veit Stoss nel 1513.
- Angeli portacandela, candelabri sospesi fra gli arconi del coro, eseguiti da Peter Vischer il Vecchio nel 1488/89.
- Vetrate. Splendide opere in vetro sono ancora conservate nella chiesa. Nella navata destra è una serie del 1520-25; nel coro risalgono alla seconda metà del XV secolo, e vi emerge la vetrata dell'Albero di Jesse, opera dell'alsaziano Peter von Andlau.
- Sankt Anna-Altar, l'altare di Sant'Anna, con una pregevole ancona dipinta e intagliata nel 1523 da H. von Kulmbach.
- Rochusaltar, l'altare di San Rocco, realizzato intorno al 1485 per volere del nobile mercante cittadino Franz Imhof, già membro della Confraternita di San Rocco a Venezia e console del Fondaco dei Tedeschi, per celebrare la fine della peste. Rappresenta uno dei segni più evidenti della diffusione precoce del culto di Rocco da Venezia a nord delle Alpi, prima del 1500.
- Imhofaltar, l'altare della ricca famiglia Imhof, con la notevole pala dell'Incoronazione della Vergine, del 1438, ritenuta il capolavoro della pittura primitiva locale.
- Deokarusaltar, l'altare di San Deocaro, eseguito nel 1436-37, opera dell'anonimo Maestro dell'Altare di Bamberga del 1429, già in una chiesa di Bamberga; grande esempio della pittura di Norimberga.

### IlSaluto angelico
- Englisches Gruss, il Saluto angelico, o anche detto Annunciazione del Rosario. Superbo capolavoro della scultura gotica tedesca eseguito tra il 1517 e il 1519 dal grande Veit Stoss su commissione del nobile Anton Tucher. Mostra le figure di Maria e l'arcangelo Gabriele al momento dell'Annunciazione. Le figure scolpite a grandezza naturale in legno di tiglio dipinto e dorato, sono inscritte in un cerchio di 372 × 320 cm costituito da 55 rose dorate dove sono incastonati sette medaglioni con le Sette gioie di Maria. All'interno del cerchio è un volo di angeli musicanti, pende al di sotto un serpente con la mela in bocca e domina tutta la scena, in alto, la Benedizione del Padre.

### Il ciborio del Santissimo Sacramento
- Sakramenthäuschen, il ciborio del Santissimo Sacramento. Uno dei massimi capolavori della scultura gotica tedesca, venne realizzato fra il 1493 e il 1496 dallo scultore locale Adam Kraft su commissione del ricco mercante cittadino Hans Imhoff il Vecchio. Addossata a un pilastro sinistro del coro, è in pietra arenaria e si presenta come una torre rastremata, alta circa 20 metri, finemente decorata e traforata. Fra complicatissimi intrecci di pinnacoli e trafori vi sono raffigurate Scene della Passione di Gesù: fra cui la Ultima Cena, la Salita al Calvario, la Crocifissione e la Ascensione. Alla base, sorreggono il tutto, tre personaggi accovacciati rappresentanti le tre fasce di età: giovinezza, maturità e vecchiaia; quella centrale, l'Età media, con gli utensili dello scalpellino, è ritenuto l'autoritratto di Kraft. Nonostante la sua forma delicata e i gravi danni subiti dalla Chiesa di San Lorenzo dai bombardamenti nella seconda guerra mondiale, l'opera è uscita salva dalla distruzione, forse preservata da un muro provvisorio erettovi intorno.

## Misure e dimensioni
| Parametro                          | Misura  |
| ---------------------------------- | ------- |
| Lunghezza totale                   | 91,20 m |
| Larghezza totale                   | 30 m    |
| Altezza delle volte                | 24,20 m |
| Larghezza della navata centrale    | 10,40 m |
| Larghezza del coro                 | 28,60 m |
| Diametro del rosone della facciata | 9 m     |
| Altezza delle torri                | 81 m    |

## Organi a canne

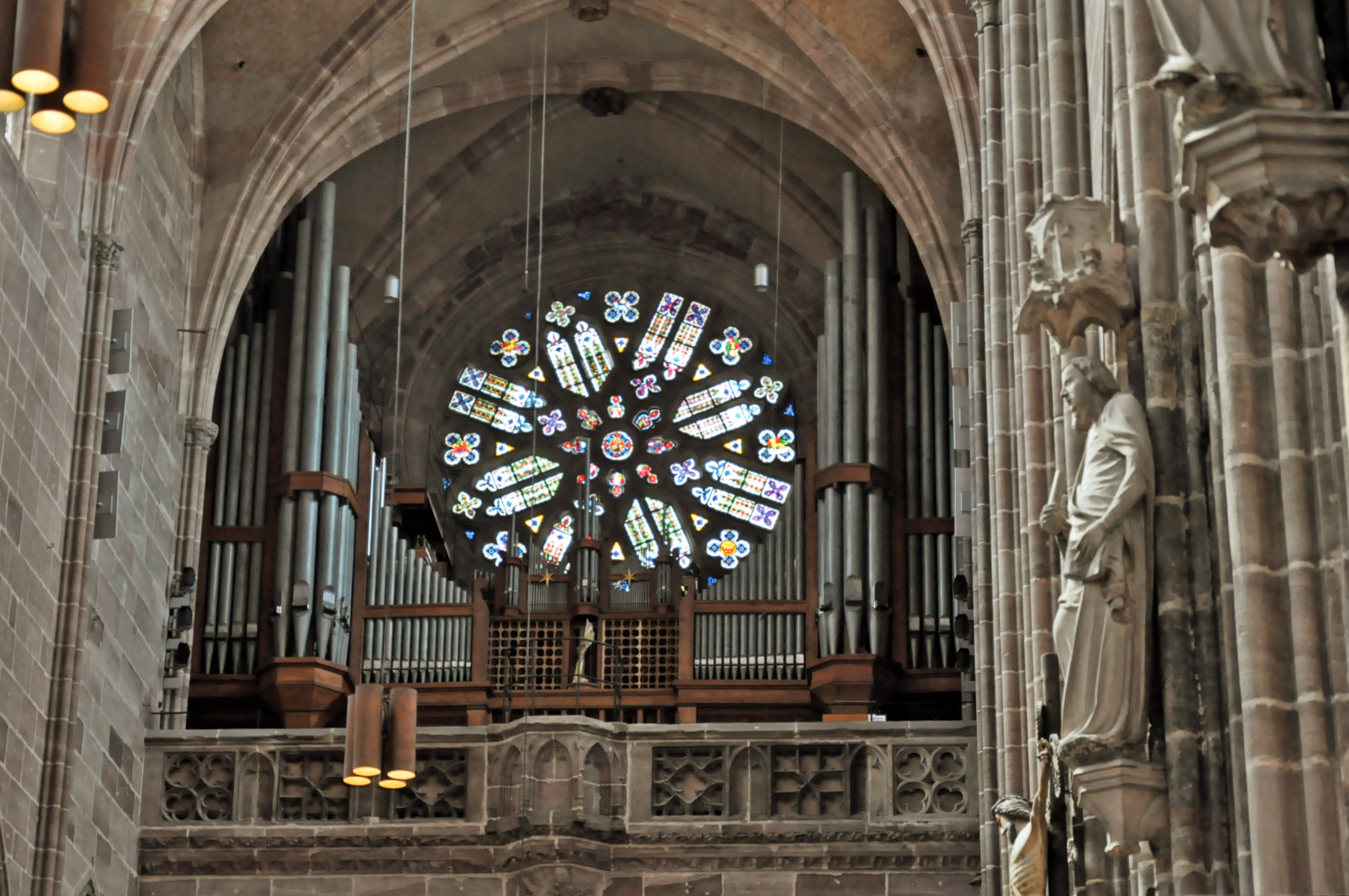
L'organo maggiore

Sulla cantoria in controfacciata, si trova l'organo a canne principale della chiesa, costruito nel 1937 dalla ditta organaria G. F. Steinmeyer & Co. e restaurato ed ampliato nel 1951-1952 e nel 2003, in quest'ultima occasione dalla ditta organaria Klais Orgelbau. Lo strumento è a trasmissione elettrica e la sua consolle ha cinque tastiere di 61 note ciascuna e pedaliera concava di 32 note. La mostra presenta la cassa limitata al basamento ed è composta da canne di principale con bocche a scudo disposte in tourrelles e ali in modo tale da lasciare libera la visuale sul retrostante rosone.
Nella penultima campata della navata centrale, sulla parete di sinistra, si trova un secondo organo a canne, costruito nel 2005 dalla ditta organaria Klais Orgelbau. Lo strumento, racchiuso entro una moderna cassa lignea di fattura geometrica, ha consolle a finestra con tre tastiere di 61 note ciascuna e pedaliera di 32 note.
Sulla cantoria nella prima campata di destra del deambulatorio dell'abside, si trova un terzo organo a canne, costruito nel 1862 dalla ditta organaria G. F. Steinmeyer & Co. e, dopo il trasferimento dalla chiesa parrocchiale di Hersbruck a Norimberga, dotato, nel 2002, da una nuova mostra moderna dalla Klais Orgelbau. Lo strumento è a trasmissione integralmente meccanica ed ha due tastiere di 54 note ciascuna ed una pedaliera di 27.